# No One Lives Forever 2: A Spy in H.A.R.M.'s Way
No One Lives Forever 2: A Spy in H.A.R.M.'s Way (traducibile in lingua italiana come Una spia in pericolo) abbreviato NOLF2 o No One Lives Forever 2, è un sequel di The Operative: No One Lives Forever (2000) sviluppato da Monolith Productions e pubblicato dalla Sierra Entertainment. Un interquel è stato pubblicato nel 2003, Contract J.A.C.K.

## Trama
Nel 1968, Archer Cate viene inviata in Giappone a fotografare dei partecipanti di una convenzione di criminali. Ma il proprietario della H.A.R.M. e Volkov erano già sulle sue tracce. Inviano Isako e i suoi ninja ad uccidere Archer. Archer viene infilzata dalla katana di Isako, ma soppravvive e viene salvata dalla UNITY. Il gioco segue le vicende della UNITY e le forze militari americane che sconfiggono la H.A.R.M. per una seconda volta.